# Céléos
Pour le voleur crétois métamorphosé en Pic vert, voir Céléos (Crète).
Dans la mythologie grecque, Céléos est un roi d'Éleusis en Attique. Il est marié à Métanire, de qui il a trois fils : Triptolème, Démophon et Eubouleus, et suivant Pamphos et Homère, trois filles : Diogénie, Pammérope et Saisara. 
Selon l’Hymne homérique à Déméter, Céléos fait bon accueil à Déméter alors que, à la recherche de sa fille Perséphone, la déesse a pris l'apparence d'une vieille femme. Il lui propose de prendre soin de l'un de ses fils, Démophon. Pour le rendre immortel, Déméter le place chaque nuit dans le feu, mais elle est surprise par Métanire avant d'avoir pu achever le rituel. La déesse se fait alors reconnaître et ordonne à Céléos de lui faire bâtir un temple à Éleusis « pour que, / à l'avenir, par [leurs] saintes pratiques, [les hommes] puiss[ent] se concilier [s]a faveur. » Ceci fait, ajoute le pseudo-Apollodore, elle donne à Triptolème un char tiré par des dragons et des grains de blé afin qu'il en répandre la culture par toute la terre. Selon Xénophon, il apprend d'abord l'agriculture à Héraclès, puis aux Dioscures. Ovide raconte qu'au cours de son périple, il descend chez Lyncos, en Scythie. Jaloux de la faveur que montre la déesse à Triptolème, Lyncée veut l'attaquer à la nuit tombée mais est métamorphosé en lynx par Déméter. À son retour à Éleusis, Céléos, jaloux lui aussi, tente d'assassiner Triptolème. Déméter le contraint à abdiquer en faveur de son fils, qui institue les Thesmophories.